# Мерлино
Мерлѝно (на италиански: Merlino, на западноломбардски: Merlin, Мерлин) е село и община в Северна Италия, провинция Лоди, регион Ломбардия. Разположено е на 101 m надморска височина. Населението на общината е 1780 души (към 2012 г.).